# John Bull (astronauta)
John Sumter Bull (Memphis, 25 de setembro de 1934 – South Lake Tahoe, 11 de agosto de 2008) foi um piloto, aviador naval, piloto de teste, engenheiro e astronauta norte-americano.

## Biografia
Bull nasceu no dia 25 de setembro de 1934 em Memphis, Tennessee, onde cursou os ensinos fundamental e médio, formando-se em 1952 na Escola Superior Central. Foi estudar na Universidade Rice, onde se formou em 1957 com um bacharelato em engenharia mecânica. Ele entrou na Marinha dos Estados Unidos logo depois de se formar, treinando como aviador naval.
Em seu tempo na Marinha, Bull pilotou aeronaves como o McDonnell F3H Demon e McDonnell Douglas F-4 Phantom II como parte do Esquadrão de Caças 114, a partir da Estação Aérea de Miramar na Califórnia. Também serviu em três viagens de serviço a bordo dos porta-aviões USS Ranger, USS Hancock e USS Kitty Hawk. Formou-se em 1964 na Escola de Pilotos de Teste Navais como um "estudante de destaque" de sua classe. Passou a atuar como piloto de teste no Centro de Testes Aeronavais de Patuxent River, Maryland. Em sua carreira, acumulou mais de 2 100 horas de voo, 1 800 em aeronaves a jato.
Foi escolhido como astronauta em 1966 como parte do Grupo 5 da NASA. Bull foi designado no início de 1967, junto com James Irwin, para fazer parte de testes a vácuo no módulo lunar, porém foi pouco depois substituído por problemas de saúde. Em novembro foi designado para a tripulação de suporte da Apollo 8 junto com Ken Mattingly e Gerald Carr, porém descobriu-se que ele sofria de uma rara doença respiratória, o que o forçou a se aposentar como astronauta em julho de 1968.
Bull retornou para a Universidade Stanford, onde conquistou um mestrado em 1971 e um doutorado em 1973 em engenharia aeroespacial. Depois disso voltou para a NASA, indo trabalhar no Centro de Pesquisa Ames, onde permaneceu até 1985. Lá, realizou simulações e testes de pesquisa de voo em sistemas avançados para tanto helicópteros e aeronaves de asa fixa. Depois, gerenciou os programas da NASA de tecnologia de sistemas autônomos para aplicações espaciais até se aposentar em 1989.
Ele morreu aos 73 anos de idade em South Lake Tahoe, Califórnia, por complicações relacionadas com asma. Era casado Nancy Gustafson, com quem teve dois filhos: Scott e Whitney.